# Farbownik

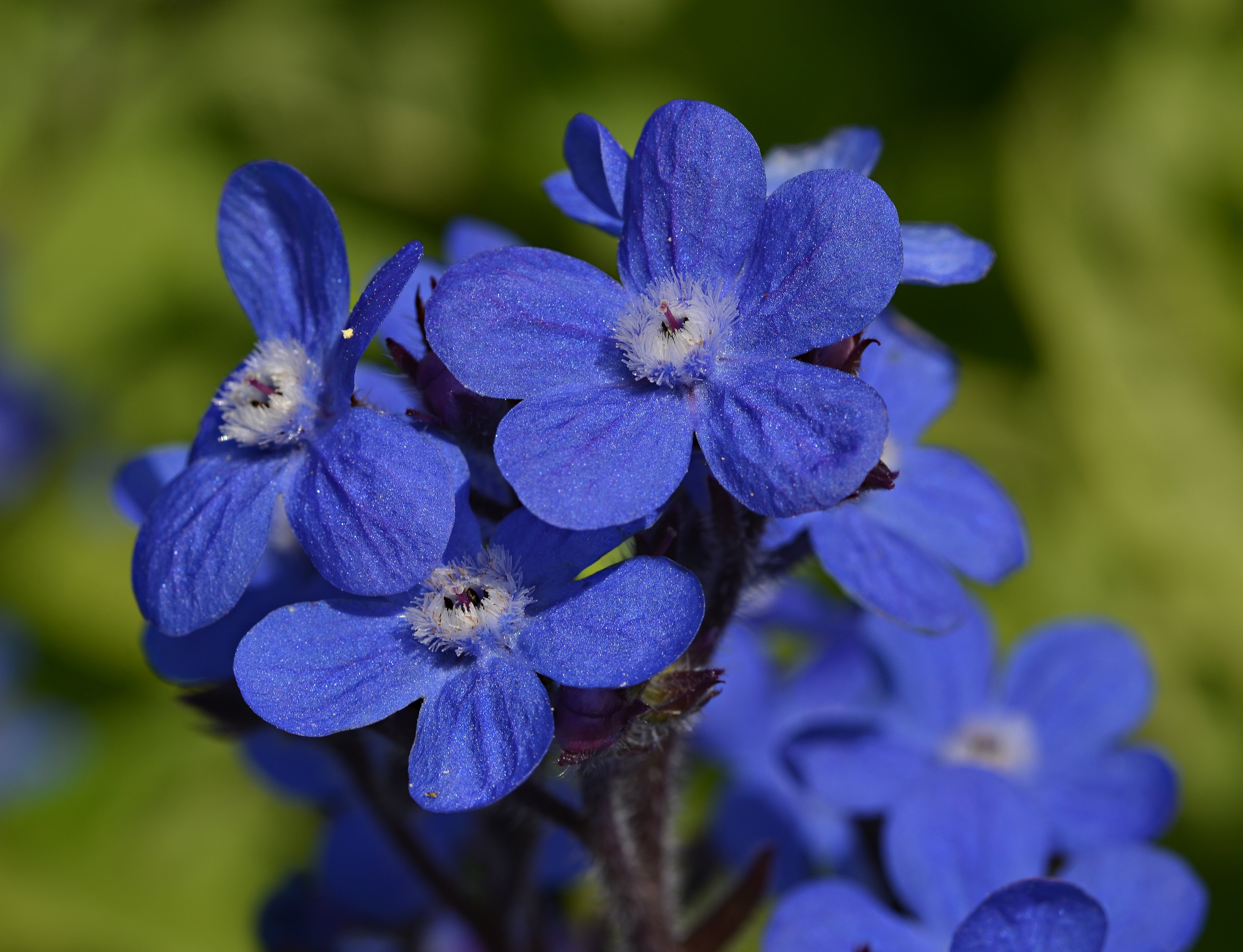
Kwiaty farbownika lazurowego

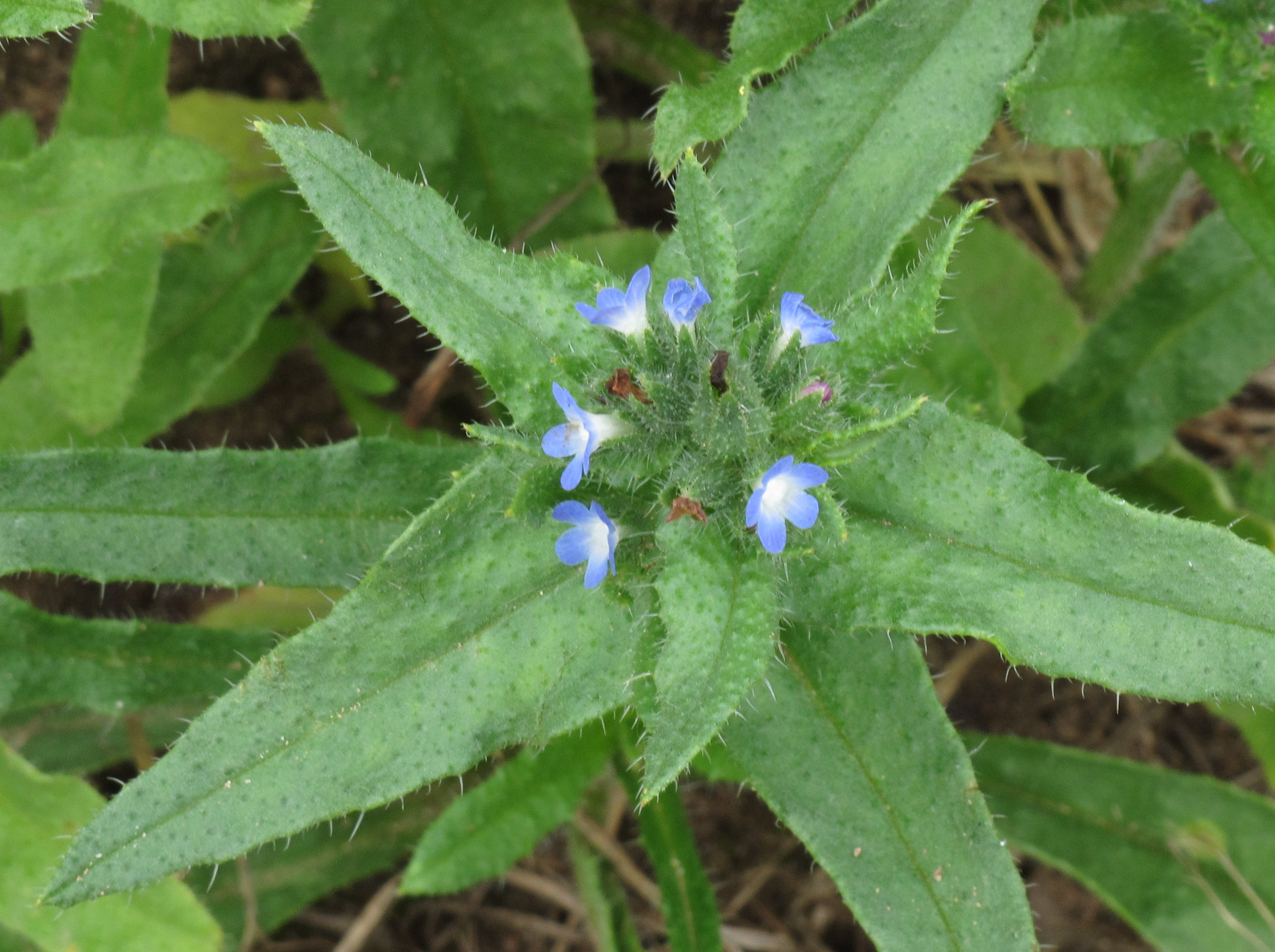
Farbownik polny

Farbownik (Anchusa L.) – rodzaj roślin należący do rodziny ogórecznikowatych. Należy do niego ok. 35 gatunków roślin. Występują one w Europie, zachodniej Azji (jeden gatunek sięga Chin), w północnej Afryce, największe zróżnicowanie osiągając w basenie Morza Śródziemnego. Jeden gatunek (A. capensis) rośnie w Afryce Południowej. W Polsce naturalnie występują dwa gatunki – farbownik polny A. arvensis i lekarski A. officinalis. Kilka gatunków jest uprawianych i niektóre przejściowo dziczeją.
Jako rośliny ozdobne sadzone są z tego rodzaju zwłaszcza: farbownik lazurowy A. azurea, farbownik lekarski A. officinalis i A. capensis. Farbownik lekarski był także dawniej stosowany jako roślina lecznicza i warzywo.

## Morfologia
PokrójRośliny jednoroczne, dwuletnie i byliny osiągające do 1,5 m wysokości. Pędy podnoszące się lub prosto wzniesione. Rośliny szorstko owłosione, rzadko miękko owłosione, z włoskami przylegającymi.
LiścieSkrętoległe, pojedyncze. Najczęściej całobrzegie i lancetowate.
Kwiaty5-krotne, skupione w szczytowe skrętki, zwykle wydłużające się w czasie owocowania, z lancetowatymi przysadkami. Działki kielicha zrośnięte tylko u nasady. Bywają równe lub nierówne, kształtu równowąskiego do trójkątnego i zwykle powiększają się nieco podczas owocowania. Płatki korony zrośnięte w krótką rurkę, zamkniętą osklepkami, poza tym z łatkami rozpostartymi w kolistą lub dzwonkowatą koronę, równe lub nierówne. Gardziel korony może być prosta lub zgięta. Płatki barwy niebieskiej, fioletowej, białej lub żółtawej. Pręciki równej długości, krótsze od rurki korony, nitki i pylniki zwykle krótkie. Zalążnia górna, czterokomorowa, z pojedynczą, krótką szyjką słupka niewystającą z rurki korony. Znamię główkowate i rozwidlone.
OwoceRozłupnie rozpadające się na cztery zwykle czarne lub brązowe i pomarszczone rozłupki.

## Systematyka
Rodzaj należy do podplemienia Boragininae, plemienia Boragineae, podrodziny Boraginoideae, rodziny ogórecznikowatych Boraginaceae.
Rodzaj jest różnie ujmowany w klasyfikacjach. W szerokim ujęciu Anchusa sensu lato stanowi potwierdzoną w badaniach molekularnych grupę monofiletyczną, której taksonem siostrzanym jest Trachystemon orientalis. W obrębie grupy stwierdzono cztery linie rozwojowe obejmujące kolejno następujące taksony: 1) Phyllocara, Hormuzakia, Anchusa podrodzaj Buglossum i A. podrodzaj Buglossoides; 2) Gastrocotyle; 3) A. podrodzaj Buglossellum i Cynoglottis; 4) A. podrodzaj Anchusa, Lycopsis i Anchusella. W szerokim ujęciu rodzaju wszystkie te taksony są do niego włączane, natomiast w wąskim ujęciu rodzaj ograniczany jest do podrodzaju Anchusa, a pozostałe podrodzaje (Buglossum, Buglossoides, Buglossellum) wyodrębniane są jako osobne rodzaje.
Część gatunków tu dawniej włączanych przeniesiona została do innych rodzajów (wychodząc poza ramy rodzaju nawet w jego szerokim ujęciu), np. dawny farbownik niezapominajkowy Anchusa myosotiflora Lehm. → brunera wielkolistna Brunnera macrophylla (Adams) I.M.Johnst., a farbownik zimozielony Anchusa sempervirens (L.) Tausch → Pentaglottis sempervirens (L.) Tausch ex L.H.Bailey, Anchusa cretica Mill. → Anchusella cretica (Mill.) Bigazzi, E.Nardi & Selvi. Podawany z Polski jako efemerofit farbownik wschodni Anchusa orientalis (L.) Rchb. fil. klasyfikowany jest jako podgatunek Anchusa arvensis subsp. orientalis (L.) Nordh.
Wykaz gatunków
- Anchusa aegyptiaca (L.) A.DC.
- Anchusa affinis R.Br.
- Anchusa arvensis (L.) M.Bieb. – farbownik polny, krzywoszyj polny
- Anchusa aucheri A.DC.
- Anchusa azurea Mill. – farbownik lazurowy
- Anchusa barrellieri Vitman
- Anchusa calcarea Boiss. – farbownik wapieniolubny
- Anchusa capensis Thunb.
- Anchusa cespitosa Lam.
- Anchusa crispa Viv.
- Anchusa × digenea Gușul.
- Anchusa dinsmorei Rech.f.
- Anchusa formosa Selvi, Bigazzi & Bacch.
- Anchusa gmelinii Ledeb.
- Anchusa humilis (Desf.) I.M.Johnst.
- Anchusa iranica Rech.f. & Esfand.
- Anchusa leptophylla Roem. & Schult.
- Anchusa leucantha Selvi & Bigazzi
- Anchusa limbata Boiss.
- Anchusa milleri Lam. ex Spreng.
- Anchusa montelinasana Angius, Pontec. & Selvi
- Anchusa negevensis Danin
- Anchusa ochroleuca M.Bieb.
- Anchusa officinalis L. – farbownik lekarski
- Anchusa procera Besser ex Link
- Anchusa pseudoochroleuca Des.-Shost.
- Anchusa puechii Valdés
- Anchusa pusilla Gușul.
- Anchusa samothracica Bigazzi & Selvi
- Anchusa strigosa Banks & Sol.
- Anchusa stylosa M.Bieb.
- Anchusa thessala Boiss. & Spruner
- Anchusa × thirkeana Gușul.
- Anchusa tiberiadis Post
- Anchusa undulata L.
- Anchusa variegata (L.) Lehm.